# Argyrogramma oo
Argyrogramma oo là một loài bướm đêm trong họ Noctuidae.